# Гербишони (Сондрио)
Гербишони је насеље у Италији у округу Сондрио, региону Ломбардија.
Према процени из 2011. у насељу је живело 34 становника. Насеље се налази на надморској висини од 274 м.